# Parlamento Nacional das Ilhas Salomão
O Parlamento Nacional das Ilhas Salomão é um órgão legislativo unicameral do país, tem 50 membros, eleitos para um mandato de quatro anos. O atual presidente do parlamento é Ajilon Nasiu.